# Maryna Hladun
Maryna Hladun (ukrainisch Марина Гладун; geb. Samodaj;  * 18. September 1992 in Sumy) ist eine ukrainische Beachvolleyballspielerin. Sie wurde 2018 Meisterin der Ukraine im Sand.

## Karriere
2008 wurde die junge Athletin mit Tetyana Sukach Siebte bei den U18-Europa- und Neunte bei den U19-Weltmeisterschaften. Eine Saison danach gelang mit Chekmaryova Ksenia der Sprung in die Runde der besten sechs Duos beim kontinentalen U20-Wettbewerb. 2010 wurde Samoday, wie sie damals noch hieß, als Absolventin des Seminole State College in Florida zur MVP All-Region im Hallenvolleyball gewählt. Ein Jahr später führte sie  die Trojans zu 35 Siegen bei nur fünf Niederlagen und damit zur Region Zwei Meisterschaft. 2012 als Freshman an der Florida International University war sie als Außenangreiferin noch einmal in der Halle aktiv, ehe sie sich eine Spielzeit später endgültig auf den Sport im Freien konzentrierte. Ihr letzter Wettbewerb im Juniorenbereich war gleichzeitig ihr erfolgreichster. Sie und Yelyzaveta Sulima wurden erst in der Vorschlussrunde der europäischen U22-Meisterschaft gestoppt. Für die Golden Panthers erkämpfte die Studentin als Sophomore eine 23:6 Serie und als Junior siebzehn Siege in zweiundzwanzig Spielen, jeweils mit verschiedenen Partnerinnen. Auch nach Beendigung des Studiums blieb sie in den Vereinigten Staaten, startete 2016 mit Kimberly Hildreth in der National Volleyball League und gewann mit ihr bei sechs Veranstaltungen einmal Gold, drei Mal Silber und einmal Bronze. Nur einmal scheiterten die beiden im Achtelfinale. Diese Leistungen machten Samoday zum NVL Rookie of the year.
2018 startete die im Nordosten der Ukraine geborene Sportlerin mit Diana Lunina. Während der zwei Spielzeiten dauernden Partnerschaft siegten die Ukrainerinnen bei der Meisterschaft ihres Heimatlandes, standen in je einem Endspiel eines Ein-Stern- und eines Zwei-Sterne-Wettbewerbs, auf dem geteilten neunten Rang des Drei-Sterne-Events von Qinzhou und überstanden die Qualifikation sowie die Gruppenphase bei der Vier-Sterne-Veranstaltung in Ostrava. Die EM-Teilnahme 2019 endete für sie sieglos mit nur einem Satzgewinn. Zwei Jahre später belegte Maryna Hladun mit verschiedenen Partnerinnen zwei Mal den geteilten fünften Platz bei Ein-Stern-Turnieren.
Nach einem Jahr Pause wechselte die Blockspielerin zu Tetjana Lasarenko, mit der sie das Futures in Warschau gewann. In der folgenden Saison erreichten die beiden Bronze bei den gleichwertigen Wettbewerben auf Ios und in Baden sowie Silber in Rakvere. Beim Elite16 in Wien überstanden sie die Qualifikation und gewannen im Hauptwettbewerb einen Satz gegen die Olympiavierten Mariafe / Clancy. Die Europameisterschaft endete für das Duo mit der Niederlage gegen die Weltranglistendritten Stam / Schoon im Achtelfinale, die sie als Gruppensiegerinnen in der Vorrunde noch bezwungen hatten. Im November 2024 hatten Hladun/Lasarenko ihren bisher größten Erfolg beim Challenge-Turniersieg in Chennai. Im Juni 2025 konnten sie diesen Erfolg beim Challenge-Turnier in Stare Jabłonki mit einem Endspielsieg gegen das deutsche Duo Linda Bock und Louisa Lippmann wiederholen. Nach Siegen in der Vorschlussrunde über die Spanierinnen Daniela Álvarez und Tania Moreno sowie im Finale über die Französinnen Clémence Vieira und Aline Chamereau sicherten sich die Ukrainerinnen im August des Jahres den Titel als Europameisterinnen.

## Auszeichnungen
- 2010: Wertvollste Spielerin All–Region
- 2016: NVL Rookie of the year

## Sonstiges
Martina Čižmáriková und Walerij Samodaj sind die Eltern der Sportlerin. Ihr Bruder, der ebenfalls Walerij heißt, ist zweifacher Juniorenweltmeister, U23–Europameister und mehrfacher Medaillengewinner bei europäischen Wettbewerben. Er gewann Silber und Bronze bei Drei-Sterne-Events der FIVB World Tour und stand drei Mal auf der obersten Stufe des Podests bei Ein-Stern-Turnieren. Seit August 2019 ist seine Schwester mit Maksym Hladun verheiratet.